# Kildebjerg (Ry)
 For alternative betydninger, se Kildebjerg. (Se også artikler, som begynder med Kildebjerg)
Kildebjerg er en relativt ny bydel i Ry, Skanderborg Kommune, der ligger i Region Midtjylland. Bydelen kommer, når den er færdigudviklet i 2017, til at bestå af erhverv, bolig og tilhørende golfbane. Bydelen ligger lige øst for Ry og ligger 12 km fra Skanderborg, 20 km fra Silkeborg, 33 km fra Aarhus og 35 km fra Horsens.
|  | Denne artikel om lokaliteten Kildebjerg (Ry) kan blive bedre, hvis der indsættes et (bedre) billede. Du kan hjælpe ved at afsøge Wikimedia Commons for et passende billede eller lægge et op på Wikimedia Commons med en af de tilladte licenser og indsætte det i artiklen. |

56°05′34″N 9°47′24″Ø / 56.0929°N 9.79°Ø